# 林佛兒
林佛兒（1941年12月10日—2017年4月2日），是台灣臺南佳里的詩人、小说家、雜誌編輯以及出版業者。
他是鹽分地帶文學在二戰後的重要作家，創辦林白出版社、不二出版社、西港鹿文創社，曾創辦、主編《仙人掌》、《火鳥》、《龍族》、《鹽》、《台灣詩季刊》、《鹽分地帶文學》等雜誌。
另一方面，林佛兒也是臺灣推理小說的提倡者之一。林創辦的《推理》雜誌及林白出版社提倡推理小說，並引介松本清張、宮部美幸等作家的作品。1987年，開辦「林佛兒推理小說獎」獎勵寫作。

## 生平
1941年，林佛兒生於日治臺灣臺南州北門郡佳里街。其父是北門七子之一的林清文。畢業於佳里興國小（今臺南市佳興國小）後，林開始就業，並持續自學。
退伍後，在皇冠出版社與王子雜誌社擔任編輯。26歲時，創立了大佛打字印刷公司。27歲時，創辦林白出版社。
1971年，林佛兒，與陳芳明、蕭蕭、辛牧、林煥彰、施善繼等人成立龍族詩社，倡言「我們敲我們自己的鑼，打我們自己的鼓，舞我們自己的龍」。 1979年，林佛兒，與羊子喬、黃勁連、杜文靖、黃崇雄等人創辦「鹽分地帶文藝營」。此外，他曾創辦「不二出版社」，也曾經在數屆鹽分地帶文藝營擔任總幹事。
1984年11月，他創辦《推理》雜誌以提倡推理小說，被中國時報譽為「台灣推理小說第一人」。
1988年，移民加拿大。1991年，林佛兒參與創立「加拿大華文作家協會」，並擔任會長。
2000年，林搬回臺南居住，並擔任《推理》雜誌總編輯。
2005年，他開始在由臺南縣政府文化局主辦的《鹽分地帶文學》雙月刊擔任總編輯。
2017年3月，林佛兒在西班牙旅遊時身體不適，提前返臺；同年4月2日，因中風併發肺炎病逝，享年76歲。

## 代表作

### 小說集

#### 短篇小說集
- 《夜晚的鹽水鎮》（1968）
- 《無聲的笛子》（1972）
- 《阿榮嬸的壞事》（1979）

#### 長篇小說集
- 《北回歸線》（1970）
- 《島嶼謀殺案》（1984）
- 《美人捲珠簾》（1987）

### 詩集
- 《芒果園》（1960）
- 《台灣的心》（1986）
- 《重雲》（2017）

### 散文集
- 《南方的果樹園》（1966）
- 《腳印》（1976）
- 《風箏與童年》（1977）
- 《心緩緩航行》（2005）
- 《台灣萬歲》：政治評論集

### 雜誌
- 《台灣詩學季刊》
- 《推理》 [7] （1984-2008）
- 《鹽分地帶文學》[8]

## 獲獎
- 中國文藝協會「中國文藝獎章」散文獎（1970）[8]
- 第二屆中國最佳偵探長篇小說獎 - 長篇推理小說《美人捲珠簾》（百花文藝出版社出版推薦，2001）
- 臺南市卓越市民（2017）[4]

## 相關詞條
- 鹽分地帶文學
- 鹽分地帶文藝營
- 南瀛文藝營
- 推理小說